# アーリチェ・ベル・コッレ
アーリチェ・ベル・コッレ（伊: Alice Bel Colle）は、イタリア共和国ピエモンテ州アレッサンドリア県にある、人口約700人の基礎自治体（コムーネ）。

## 地理

### 位置・広がり
| 隣接するコムーネは以下の通り。括弧内のATはアスティ県所属を示す。 - アックイ・テルメ - カッシーネ - カステル・ロッケーロ (AT) - カステッレット・モリーナ (AT) - マランツァーナ (AT) - クアランティ (AT) - リカルドーネ |

### 地震分類
イタリアの地震リスク階級 (it) では、3 に分類される
。

## 行政

### 分離集落
アーリチェ・ベル・コッレには、以下の分離集落（フラツィオーネ）がある。
- Boidini, Causolo, Gaviglio, Stazione, Valle Boidi, Vallerana, Vignale